# Laophonte sima
Laophonte sima är en kräftdjursart som beskrevs av Gurney 1927. Laophonte sima ingår i släktet Laophonte och familjen Laophontidae. Inga underarter finns listade i Catalogue of Life.